# Перечень размеров
«Пе́речень разме́ров» (др.-сканд. Háttatal) — заключительная часть «Младшей Эдды», написанной Снорри Стурлусоном приблизительно в 1220 году. Содержит около 20 000 слов.

## Содержание
Используя, в основном, свои собственные произведения, Снорри наглядно иллюстрирует различные варианты скальдических стансов. В повествовании применяется как предписывающий, так и описательный подходы. При этом Снорри часто напоминает, что «старые мастера поэзии не всегда следовали» указанным правилам.
Различие в размерах стихов, в основном, определяется количеством слогов в строке, а также правилами ассонанса, консонанса и аллитерации. Хотя законченные рифмы и присутствуют в скальдической поэзии, тем не менее они играют незначительную роль.
Использование «Первого грамматического трактата» может облегчить понимание изложенного Снорри материала.